# Corrado Annicelli
Corrado Annicelli, né à Naples le 1er septembre 1905  et mort à Rome le 28 août 1984, est un acteur et doubleur italien.

## Biographie
Corrado Annicelli est né à Naples et fait ses débuts à la scène en 1927, engagé par Dora Menichelli pour jouer un fascinant officier dans la pièce de théâtre Guerra in tempo di pace. À partir de là, il commence une carrière au théâtre avec les compagnies de Lamberto Picasso, Emma Gramatica (avec laquelle il a fait une longue tournée  en Amérique du Sud et en Amérique Centrale), Ruggero Ruggeri et Antonio Gandusio.
En 1942, iL devient un acteur de radio récitant des comédies italiennes et en particulier napolitaines.
Corrado Annicelli a également été actif dans des films généralement en tant qu'acteur de genre, dans les productions télévisées et dans le doublage. Il fut également à 16 ans le dernier amant du Baron Jacques d'Adelsward-Fersen.

## Filmographie partielle
- 1952 : Prisonnière des ténèbres (La cieca di Sorrento) de Giacomo Gentilomo
- 1953 : Néron et Messaline (Nerone e Messalina) de Primo Zeglio
- 1957 : Il conte di Matera de Luigi Capuano
- 1960 : Les Pirates de la côte  (I pirati della costa) de Domenico Paolella
- 1961 : Le Dernier des Vikings (L'ultimo dei Vikinghi) de Giacomo Gentilomo
- 1975 : Divine Créature (Divina creatura) de Giuseppe Patroni Griffi